# كوربيت أوتول
كوربيت أوتول (من مواليد عام 1951) هي ناشطة في مجال حقوق ذوي الإعاقة. أُصيبت بشلل الأطفال في طفولتها. في سبعينيات القرن العشرين، أدارت مكتب ائتلاف النساء ذوات الإعاقة بالتعاون مع لين ويت. عملت كعضو في طاقم مركز الحياة المستقلة في بيركلي بين عامي 1973 و1976، كما عملت بين عامي 1980 و1983 ضمن طاقم صندوق حقوق وتعليم ذوي الإعاقة.
في الخامس من نيسان عام 1977، اقتحم 150 ناشطًا في مجال حقوق ذوي الإعاقة مبنى وزارة الصحة والتعليم والرعاية الفيدرالية مطالبين بإدراج مجتمع ذوي الإعاقة ضمن القسم 504. كانت أوتول إحدى المشاركات في اعتصام 504 الذي استمر لمدة خمسة وعشرين يومًا، وانتهى بالنجاح. وقد قالت عن هذا الاعتصام: "في تلك الفترة من التاريخ، لم يكن هناك أي شكل من أشكال الوصول: لا حق في التعليم، ولا مواصلات عامة. لم يكن بإمكانك الدخول إلى مكتبة أو دار بلدية، فضلًا عن قاعة المحكمة". ساهمت العديد من المجموعات في نجاح الاعتصام، ومن بينها حزب الفهود السود، الذي وفر الطعام مجانًا لمجتمع ذوي الإعاقة خلال الاحتجاج، ما أظهر دعمه لحركة حقوق ذوي الإعاقة. تمكنت أوتول من الإسهام في القانون الذي قدم المساعدة والدعم لمجتمع ذوي الإعاقة.
في عام 1980، أسست مشروع المساواة التعليمية للنساء ذوات الإعاقة على المستوى الوطني في بيركلي، كاليفورنيا. وكان مقر المشروع في صندوق حقوق وتعليم ذوي الإعاقة، وقد أشرف على أول مسح وطني حول الإعاقة والنوع الاجتماعي، ونظم أول مؤتمر وطني حول المساواة التعليمية للنساء ذوات الإعاقة، والذي عُقد في بيثيسدا، ماريلاند.
نظمت وساعدت في تنظيم ندوة النساء ذوات الإعاقة التي سبقت المؤتمر العالمي الرابع المعني بالمرأة في بيجين (1995)، والمؤتمرات الدولية حول الآباء ذوي الإعاقة وأسرهم (1997، 2002)، ومؤتمر "تمويل جميع النساء: شمول النساء والفتيات ذوات الإعاقة" (1999)، وأول مؤتمر عالمي حول التلاقي بين الهوية المثلية والإعاقة (2002). كما نظمت لأول مرة إحاطة للمشرعين في ولاية كاليفورنيا حول قضايا الفتيات والنساء الشابات ذوات الإعاقة، بالتعاون مع مركز دراسات سياسات المرأة (2003).
في الرابع من كانون الأول 2003، حصلت على جائزة "امرأة ذات شجاعة" من مفاهيم المساواة التعليمية.
في عام 2016، رُشحت كتابها ندوب باهتة: تاريخي الكويري مع الإعاقة ضمن فئة الأعمال غير الروائية المثلية الجنسية في الدورة الثامنة والعشرين من جوائز لامدا الأدبية.
أوتول مثلية علنًا وقد تبنّت ابنة من اليابان.

## من مؤلفاتها المختارة:
أوتول، سي جيه، وبريغانتي، جيه إل (١٩٩٣). المثليات ذوات الإعاقة. في م. ناجلر (المحرر)، وجهات نظر حول الإعاقة (الطبعة الثانية). بالو ألتو، كاليفورنيا: أبحاث أسواق الصحة.
أوتول، سي جيه (١٩٩٦). المثليات ذوات الإعاقة: تحدي المفاهيم أحادية الثقافة. في كتاب كنوتوسكي، نوسيك، وترك (المحرران)، النساء ذوات الإعاقات الجسدية. لندن: دار بول بروكس للنشر. أوتول، سي جيه، وداووست، ف. (٢٠٠٠). الاستعداد للأمومة: نحو إدراك التعددية لدى الأمهات المثليات ذوات الإعاقة. مجلة دراسات الإعاقة الفصلية، ٢٠(٢)، ١٤٥-١٥٤.
أوتول، س. وبراون، أ. (2003). لا انعكاس في المرآة: تحديات تواجه المثليات ذوات الإعاقة في الحصول على خدمات الصحة النفسية. مجلة الدراسات المثلية، المجلد 7، العدد 1، الصفحات 35-49. [مُفهرسة أيضًا تحت عنوان: قضايا الصحة النفسية للنساء من الأقليات الجنسية: إعادة تعريف الصحة النفسية للمرأة. (تحرير: توندا ل. هيوز، كارول سميث، وأليس دان). دار نشر هارينغتون بارك، إحدى علامات دار نشر هاورث، 2003، الصفحات 1-2]. 35–49]
أوتول، سي جيه (٢٠٠٢) تقرير عن المؤتمر الدولي للآباء ذوي الإعاقة وأسرهم. مجلة عالم الإعاقة، العدد ١٦، نوفمبر/تشرين الثاني - ديسمبر/كانون الأول
أوتول، سي جيه (٢٠٠٢). الجنس والإعاقة والأمومة: الوصول إلى الحياة الجنسية للأمهات ذوات الإعاقة. مجلة دراسات الإعاقة الفصلية، خريف ٢٠٠٢، ٢٢(٤)، ٨١-١٠١.
أوتول، سي جيه، دو، ت. (2002). الجنسانية والآباء المعوقون الذين لديهم أطفال معوقون. الجنسانية والإعاقة. ربيع 2002، 20(1)، 89-102.
أوتول، سي جيه (٢٠٠٢). تسليط الضوء على النساء الأمريكيات ذوات الإعاقة. العدد ١٦. عالم الإعاقة.
أوتول، سي جيه (٢٠٠٣). الإرث الجنسي لحركة الإعاقة. إضفاء الطابع الجندري على الإعاقة. مطبعة جامعة روتجرز، نيوجيرسي. (نسخة سابقة)
أوتول، سي جيه (2000). النساء: النساء ذوات الإعاقة والحياة المستقلة في البرازيل، وألمانيا، وبريطانيا العظمى، والهند، واليابان، ونيوزيلندا، ونيكاراغوا، وروسيا، وجنوب أفريقيا، وأوغندا. عالم الإعاقة، أغسطس/أيلول 2000، العدد 4.
أوتول، سي جيه : ندوب باهتة: تاريخي مع الإعاقة المثلية . دار أوتونوموس للنشر، ٢٠١٥.